# Bahnstrecke Lipusz–Korzybie
| Der Bahnhof in Lipusz (Lippusch) |                                                                                           |                                                |                               |
| Streckennummer: | 212                                                                                       |                                                |                               |
| Kursbuchstrecke: | 111p Róg (Sonnenwalde [Kr. Bütow]) – Korzybie (Zollbrück [Pommern]) (1934) DR 111q (1940) |                                                |                               |
| Streckenlänge: | 72,185 km                                                                                 |                                                |                               |
| Spurweite: | 1435 mm (Normalspur)                                                                      |                                                |                               |
| |                                                                                           |                                                |                               |
| \| \| \| von Chojnice \| \| \| \| 0,00 \| Lipusz (Lippusch) \| 158 m \| \| \| \| nach und von Kościerzyna \| \| \| \| 0,93 \| Lipusz R32 \| 157 m \| \| \| 7,44 \| Róg (Sonnenwalde [Kr. Bütow]; früher Bf) \| 173 m \| \| \| 11,46 \| Osława Dąbrowa (Rudolfswalde; früher Bf) \| 181 m \| \| \| \| Anschluss Prefabet \| \| \| \| 14,66 \| Studzienice (Stüdnitz; seit ca. 1931) \| 185 m \| \| \| 18,24 \| Ugoszcz (Bernsdorf [Kr. Bütow]; früher Bf) \| 179 m \| \| \| \| Anschluss Baza Paliw OLPP \| \| \| \| \| von Lębork \| \| \| \| 24,27 \| Bytów (Bütow) \| 130 m \| \| \| \| nach Miastko \| \| \| \| 29,84 \| Dąbrówka Bytowska (Damerkow [Kr Bütow]) \| 144 m \| \| \| 35,01 \| Borzytuchom (Borntuchen) \| 127 m \| \| \| 43,10 \| Barnowo (Barnow) \| 110 m \| \| \| 47,88 \| Kołczygłówki (Neu Kolziglow) \| 115 m \| \| \| 53,58 \| Zielin Miastecki (Sellin [Bz Köslin]) \| 105 m \| \| \| 57,94 \| Gumieniec (Gumenz) \| 95 m \| \| \| 63,39 \| Barcino (Bartin) \| 61 m \| \| \| \| von Słupsk–Ustka \| \| \| \| \| von Sławno–Darłowo \| \| \| \| 72,18 \| Korzybie (Zollbrück [Pommern]; früher Bahnhof) \| 36 m \| \| \| \| von Grzmiąca–Bobolice–Polanów \| \| \| \| \| von Piła–Szczecinek \| \| |                                                                                           |                                                |                               |
| Strecke |                                                                                           | von Chojnice                                   | von Chojnice                  |
| Bahnhof | 0,00                                                                                      | Lipusz (Lippusch)                              | 158 m                         |
| Abzweig geradeaus, nach rechts und ehemals von rechts |                                                                                           | nach und von Kościerzyna                       | nach und von Kościerzyna      |
| ehemalige Blockstelle | 0,93                                                                                      | Lipusz R32                                     | 157 m                         |
| Haltepunkt / Haltestelle | 7,44                                                                                      | Róg (Sonnenwalde [Kr. Bütow]; früher Bf)       | 173 m                         |
| Haltepunkt / Haltestelle | 11,46                                                                                     | Osława Dąbrowa (Rudolfswalde; früher Bf)       | 181 m                         |
| Abzweig geradeaus und nach links |                                                                                           | Anschluss Prefabet                             | Anschluss Prefabet            |
| Haltepunkt / Haltestelle | 14,66                                                                                     | Studzienice (Stüdnitz; seit ca. 1931)          | 185 m                         |
| Haltepunkt / Haltestelle | 18,24                                                                                     | Ugoszcz (Bernsdorf [Kr. Bütow]; früher Bf)     | 179 m                         |
| Abzweig geradeaus und nach rechts |                                                                                           | Anschluss Baza Paliw OLPP                      | Anschluss Baza Paliw OLPP     |
| Abzweig geradeaus und ehemals von rechts |                                                                                           | von Lębork                                     | von Lębork                    |
| Kopfbahnhof Strecke ab hier außer Betrieb | 24,27                                                                                     | Bytów (Bütow)                                  | 130 m                         |
| Abzweig geradeaus und nach links (Strecke außer Betrieb) |                                                                                           | nach Miastko                                   | nach Miastko                  |
| Bahnhof (Strecke außer Betrieb) | 29,84                                                                                     | Dąbrówka Bytowska (Damerkow [Kr Bütow])        | 144 m                         |
| Bahnhof (Strecke außer Betrieb) | 35,01                                                                                     | Borzytuchom (Borntuchen)                       | 127 m                         |
| Bahnhof (Strecke außer Betrieb) | 43,10                                                                                     | Barnowo (Barnow)                               | 110 m                         |
| Bahnhof (Strecke außer Betrieb) | 47,88                                                                                     | Kołczygłówki (Neu Kolziglow)                   | 115 m                         |
| Bahnhof (Strecke außer Betrieb) | 53,58                                                                                     | Zielin Miastecki (Sellin [Bz Köslin])          | 105 m                         |
| Bahnhof (Strecke außer Betrieb) | 57,94                                                                                     | Gumieniec (Gumenz)                             | 95 m                          |
| Bahnhof (Strecke außer Betrieb) | 63,39                                                                                     | Barcino (Bartin)                               | 61 m                          |
| Abzweig ehemals geradeaus und von rechts |                                                                                           | von Słupsk–Ustka                               | von Słupsk–Ustka              |
| Abzweig geradeaus und ehemals von rechts |                                                                                           | von Sławno–Darłowo                             | von Sławno–Darłowo            |
| Haltepunkt / Haltestelle | 72,18                                                                                     | Korzybie (Zollbrück [Pommern]; früher Bahnhof) | 36 m                          |
| Abzweig geradeaus und ehemals nach rechts |                                                                                           | von Grzmiąca–Bobolice–Polanów                  | von Grzmiąca–Bobolice–Polanów |
| Strecke |                                                                                           | von Piła–Szczecinek                            | von Piła–Szczecinek           |

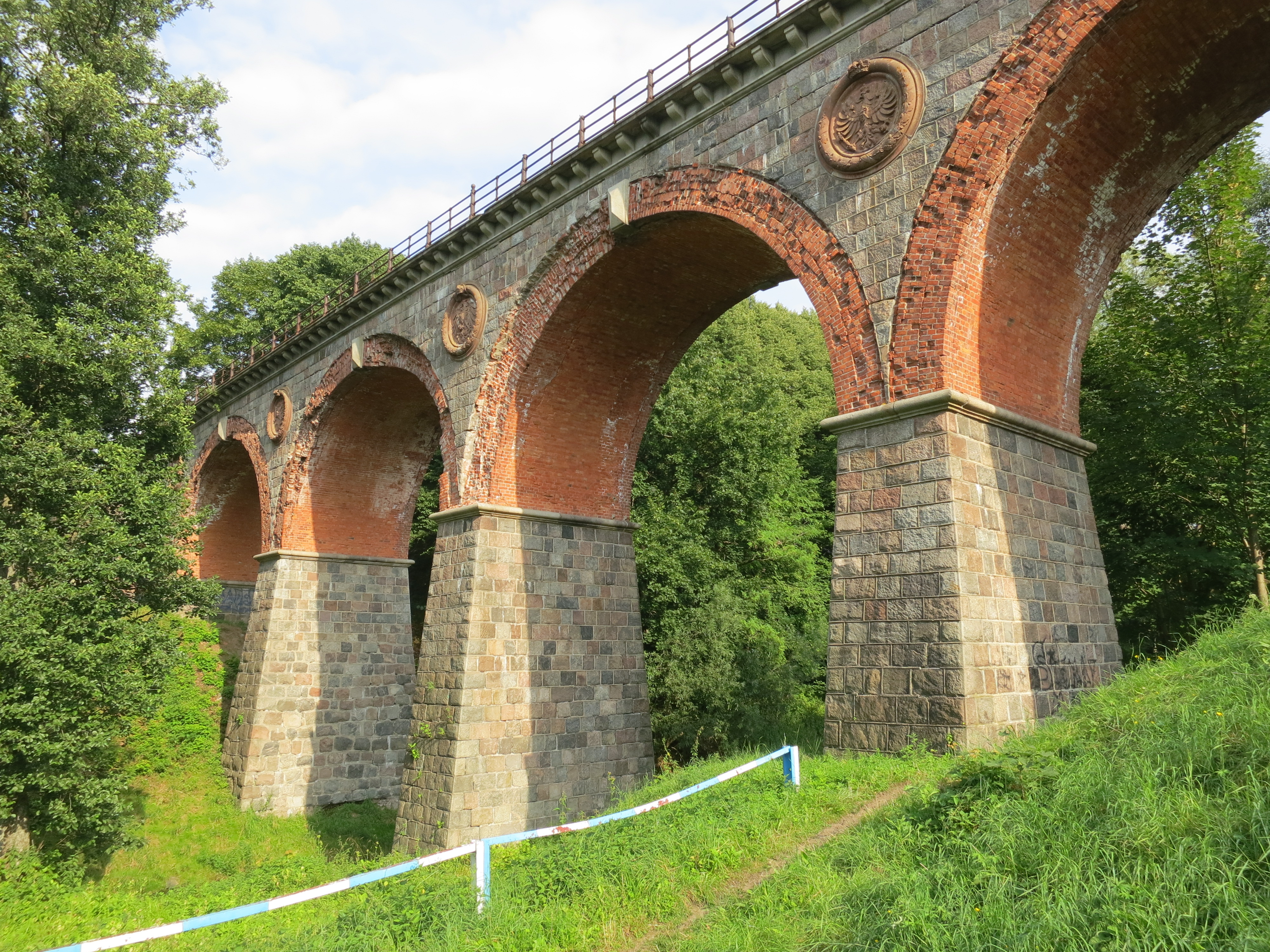
Borreviadukt in Bütow, 1909 im Zuge des Anschlusses der Strecke nach Rummelsburg durch einen Bahndamm ersetzt

Die Bahnstrecke Lipusz–Korzybie (Lippusch–Zollbrück) war eine Nebenstrecke der Polnischen Staatsbahn (PKP) innerhalb der Woiwodschaft Pommern. Sie wird nur noch zwischen Lipusz und Bytów von der Stowarzyszenie Kolejowych Przewozów Lokalnych betrieben.

## Verlauf
Die Bahnstrecke Lipusz–Korzybie verläuft von Südosten nach Südwesten und verbindet auf einer Länge von 72 Kilometern die Kaschubische Schweiz (Szwajcaria Kaszubska) mit dem Gebiet des heutigen Landschaftsschutzpark Stolpetal Słupia (Untere Stolpe) sowie mit dem mittleren Tal der Wieprza (Wipper). Die Strecke durchfährt die drei Kreise Kościerzyna (Berent/Westpreußen), Bytów (Bütow) und Słupsk (Stolp).

## Geschichte
Von der Bahnstrecke Lippusch–Zollbrück wurde am 20. November 1883 als erstes Teilstück der Abschnitt von Barnow (heute polnisch: Barnowo) nach Zollbrück (Korzybie) eröffnet. Am 20. Mai 1884 bereits erfolgte die Freigabe für den Personenverkehr. In Zollbrück bestand Anschluss an die Strecke von Neustettin (Szczecinek) nach Stolp (Słupsk) und an die Bahnlinie nach Rügenwalde (Darłowo).
Am 15. August 1884 erfolgte die Inbetriebnahme des zweiten Streckenabschnitts zwischen Barnow und Bütow. Hier in der Kreisstadt zweigten bis 1945 die Strecke nach Rummelsburg (Miastko) und die Strecke nach Lauenburg/Pommern  (Lębork) ab.
Erst 17 Jahre später – am 15. Juli 1901 – wurde der letzte Streckenabschnitt von Bütow nach Lippusch (Lipusz) und weiter bis Berent/Westpreußen (Kościerzyna) in Betrieb genommen werden. Von Lippusch aus bestand eine Verbindung nach Konitz (Chojnice).
Am 28. Juni 1920 wurde der Streckenabschnitt von Bütow nach Lippusch für den Verkehr geschlossen und die Gleise zwischen Sonnenwalde (Róg) und Lippusch demontiert. Grund war die Grenzziehung zwischen Polen und dem Deutschen Reich („Polnischer Korridor“). Nach Kriegsbeginn 1939 wurde die Strecke wiederhergestellt.
Im Jahre 1945 wurde der Streckenabschnitt von Lipusz nach Bytów für fünf Monate voll gesperrt. Erst am 9. August 1945 wurde er wieder freigegeben. 46 Jahre später – am 1. August 1991 – wurde der Abschnitt von Bytów nach Korzybie für den Personenverkehr geschlossen. Am 23. Mai 1993 folgte der Abschnitt von Bytów nach Lipusz. Gegenwärtig findet lediglich auf diesem Streckenteil Güterverkehr statt.
Im Sommer 2016 verkehren wieder Personenzüge im Sonderverkehr zwischen Lipusz und Bytów.